# ロス・ヴィンツェント
ロス・ヴィンツェント（Ross Vintcent、2002年6月5日 - ）は、南アフリカ共和国生まれのラグビーユニオン選手。ラグビーイタリア代表の出場資格を持ち、イングランドのエクセター・チーフスに所属している。

## 経歴
南アフリカ共和国ヨハネスブルグ生まれ。
父親の仕事の都合で、ドバイで暮らした幼少期にラグビーと出会い、南アフリカ共和国ケープタウンのラグビー名門校ディオセサン・カレッジ（Diocesan College、ビショップス・カレッジ（Bishops College）ともいう）に入学した。2020年、カレッジで1試合出場したところで、新型コロナウイルス感染症の世界的流行が起き、ラグビーができなくなった。
母方の祖父がイタリア出身だったことから、ラグビーができる環境を求めて、イタリアへ渡った。2020-21シーズンと2021-22シーズンでは、イタリアラグビー連盟（FIR）のアカデミーに所属した。
2021年と2022年に、U20イタリア代表として、U20シックス・ネイションズ・チャンピオンシップに出場。
2022年5月、イタリアのクラブチームであるゼブレ・パルマに加入し、2021-22ユナイテッド・ラグビー・チャンピオンシップの第12節カーディフ戦でプロデビューした。
2022年9月、経済学の学位を取得するためにイングランドのエクセター大学に入学。エクセター大学ラグビークラブを経て、エクセター・チーフスに加入。同月、プレミアシップ・ラグビーのブリストル・ベアーズ戦から出場した。
2023年1月10日、イタリアA代表として、ルーマニアA代表との対戦に出場。
2024年1月16日、2024年シックス・ネイションズ・チャンピオンシップのアイルランド戦で、イタリア代表としてデビューを果たした。